# Robert Folger Thorne
Robert Folger Thorne  ( 13 de julio de 1920, Spring Lake, Nueva Jersey-24 de marzo de 2015, California) fue un botánico, taxónomo estadounidense . Se educó en colegios de Gulfport y de St. Petersburg, Florida. Se gradúa summa cum laude en 1941 con una licenciatura en botánica, de Dartmouth College; y logra su grado M.S. en Botánica Económica en 1942 de la Cornell University. Se enlistó por tres años sirviendo en las fuerzas armadas durante la Segunda Guerra Mundial, primero en la Hondo Navigation School, en Texas, y luego como 2º teniente en "Aerial Navigation" en 1943. Y será instructor y oficial de exámenes en "Ellington Field", Texas, de 1944 a 1945.
Luego de este servicio militar, obtiene su Ph.D. en Botánica Económica en la Cornell University, en 1949, estudiando con los profesores Walter Muenscher y de Arthur Eames. Mientras en Cornell, conoce y se casa con Mae Zukel en 1947.
Dr. Thorne fue profesor Asistente de Botánica en la Universidad de Iowa, Iowa City, Iowa, de 1949 a 1953, Profesor Asociado de 1954 a 1960, y profesor de 1961 a 1962. Fue profesor Visitante en la Universidad de Minnesota, en la "Estación Biológica Lake Itasca" en el verano de 1962 antes de mudarse a California, donde será Taxónomo y Curador del Rancho Santa Ana Botanic Garden y profesor de la "Claremont Graduate School" (hoy Universidad) en Claremont, California. Llegó a taxónomo y curador emérito y también profesor emérito en el "Rancho Santa Ana Botanic Garden" y en la "Claremont Graduate School" en 1987, continando allí. También fue curador emérito del Herbario del "Pomona College" en Claremont, California desde 1990.
Otras tareas científicas son: botánico de campo, U.S. Public Health Service, Georgia, verano de 1946. Asistente botánico, 1945–1947; instructor en Botánica, 1948-1949; Cornell University, Ithaca, New York. Profesor asociado visitante, University of Virginia, Mountain Lake Biological Station, verano de l956.
El Dr. Thorne fue Becario de "Fulbright Research Scholar" en 1959 y trabajó como Becario Postdoctoral de la "National Science Foundation" en la University of Queensland, Brisbane, Australia; y estudiando comunidades botánicas en Nueva Caledonia. Al mudarse a California en 1962, aprendió rápidamente de la flora de California, logrando publica un ensayo titulado “The vascular plant communities of California” en 1976. De acuerdo a Systematic Botany, el Dr. Thorne se avocó a "la conservación de ambientes amenazados de California; su defensa y liderazgo resultó en la conservación de la biota de la isla Santa Catalina.”

El Dr. Thorne ganó reputación internacional a través de “sus contribuciones a entender la evolución de plantas fanerógamas, culminando en dos publicaciones, uno sobre sus clasificaciones de monocots (Thorne 2000) y el otro es sobre dicotiledóneas (Thorne 2001).” Además, fue guía y maestro para muchos personal, estudiantes, estudiosos, y visitantes del Jardín botánico Rancho Santa Ana, a través de décadas. Corrientemente trabaja en muchos proyectos, uno es completar la “obra florística de las montañas de San Gabriel y de San Bernardino”; y “flora de Sierra San Pedro Mártir y su checklist de toda la Baja península.” Ha creado un sistema de taxonomía conocido como sistema Thorne.

## Algunas publicaciones

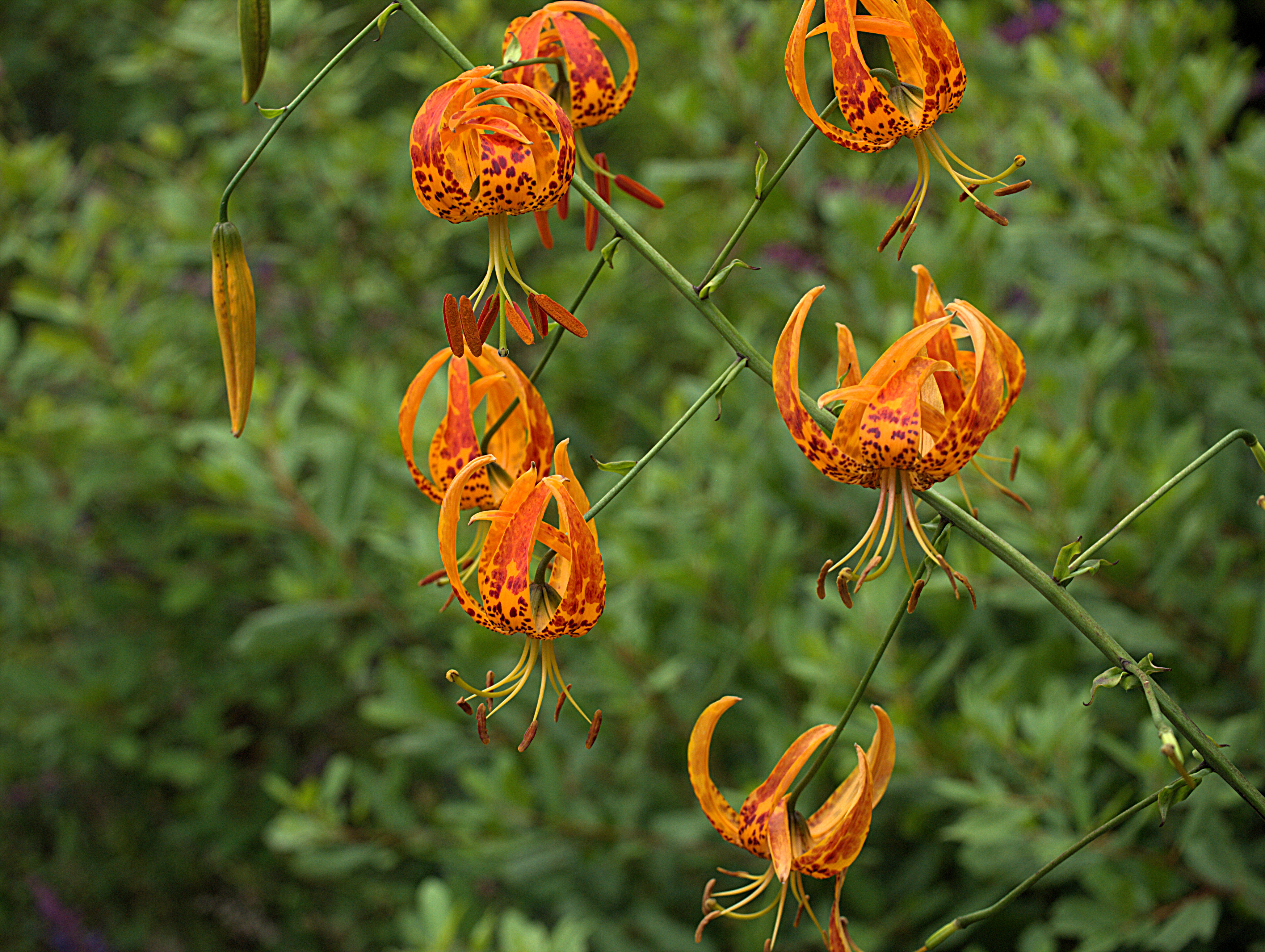
Lilium humboldtii subsp. ocellatum

- 2010. Thorne, R. F, R. V. Moran, R. A. Minnich. 2010. Vascular plants of the high Sierra San Pedro Mártir, Baja California, Mexico: an annotated checklist. Aliso (28): 1–57
- En prensa. Krantz, T. P., R. F. Thorne. An annotated flora of the vascular plants of the San Bernardino Mountains, San Bernardino Co., CA. Aliso
- 2007. Thorne, R. F., J. L. Reveal. An updated classification of the Class Magnoliopsida (“Angiospermae”). Bot. Review 73 (2): 67–182
- 2007. Thorne, R. F. et al. Transmontane coniferous vegetation, pp. 575–586. In M. G. Barbour. T. Keeler.-Wolf and A. A. Schoenherr [eds.], Terrestrial Vegetation of California, 3ª ed. Univ. of California Press, Berkeley, CA
- 2006. Thorne, R. F. A bibliography of floristics in southern California: addendum number 2A. Crossosoma 31(2), Fall–Winter 2005 (emitido 2006)
- 2002. Thorne, R. F. How many species of seed plants are there? Taxon 51: 511–512
- 2001. Thorne, R. F. The classification and geography of the flowering plants: dicotyledons of the class Angiospermae (subclasses Magnoliidae, Ranunculidae, Caryophyllidae, Dilleniidae, Rosidae, Asteridae, and Lamiidae). Bot. Revue 66(4): 44l–647
- 2000. Thorne, R. F. The classification and geography of the monocotyledon subclasses Alismatidae, Liliidae and Commelinidae, pp. 75–124. In B. Nordenstam, G. E-Ghazaly, and M. Kassas [eds.], Plant Systematics for the 21st Century. Portland Press, Londres
- 1999. Thorne, R. F. Eastern Asia as a living museum for archaic angiosperms and other seed plants. Taiwania 44(4): 413–422
- 1995. Thorne, R. F. Vascular plants of Fort DeSoto Park, Pinellas County, Florida. Selbyana 16(1): 100–109
- 1986. Thorne, R. F. Antarctic elements in Australasian rainforests. Telopea 2(6): 611–617

## Honores

### Becas y galardones[3]
- Becario Cramer (Dartmouth College y la Cornell University, 1941 & 1942; declinando una segunda beca para entrar a la Army Air Forces)
- Profesor de Investigación Asociado, University of Iowa, 1957
- Fulbright Research Scholar, Universidad de Queensland, Brisbane, Australia, 1959–1960 (renovado por una vez)
- National Science Foundation Senior Postdoctoral Fellow, Universidad de Queensland, Brisbane, Australia; Royal Botanic Gardens, Kew, and British Museum (Natural History), London, England, 1960
- Elegido Miembro Extranjero, Academia Real Danesa de Ciencias y Letras, 1986–presente
- Galardón Meritorio, American Botanical Society, 1996
- Madroño, Vol. 45, 1999. Dedicado a Robert F. Thorne

Special Recognition:
- 1996. Universidad Autónoma de Baja California, Ensenada. Por sus contribuciones en Baja California
- 1998. Santa Catalina Island Conservancy. Por contribuciones a la isla Santa Catalina
- 1999. Southern California Botanists. Por contribuciones en California
- 1999. Southern California Botanists. Lifetime Achievement Award
- 2000. University Club of Claremont, California
- 2001. American Society of Plant Taxonomists. Medalla Asa Gray por outstanding contributions in systematic botany
- 2003. Third International Conference of the Comparative Biology of Monocotyledons. Lifetime Achievement Award.
- 2005. Ranch Santa Ana Botanic Garden. Dedication honoring lifetime achievements as systematist and conservationist.
- 2006. Rancho Santa Ana Botanic Garden. California Glory Award acknowledging outstanding contributions toward understanding of California’s native flora.
- 2006. Botanical Society of America. Centennial Award for exemplary services to the plant sciences.

Recent Publications

### Epónimos
Género
- (Clusiaceae) Thornea Breedlove & E.M.McClint.[6]

Especies
- (Adiantaceae) Adiantum thornei C.V.Morton in Guillaumin & al.[7]
- (Cunoniaceae) Weinmannia thornei Guillaumin[8]
- (Cyperaceae) Carex thornei Naczi[9]
- (Lauraceae) Nectandra thornei Lundell[10]
- (Myrtaceae) Syzygium thornei T.G.Hartley & L.M.Perry[11]
- (Polygonaceae) Eriogonum thornei (Reveal & Henrickson) L.M.Shultz[12]
- (Rubiaceae) Psychotria thornei Lorence[13]
- (Sapotaceae) Bumelia thornei Cronquist[14]
- (Thymelaeaceae) Lethedon thornei (Guillaumin) Aynonin[15]

## Servicios profesionales[5]
Es activo vía elecciones y por oposición, de varias sociedades profesionales:
- Presidente, American Society of Plant Taxonomists, 1968.
- Secretario, Botanical Society of America, ca. 1958.
- Presidente, Southern California Botanists, ca. 1966.
- Segundo vicepresidente, California Botanical Society, ca. 1966.
- Tesorero nacional, Fraternidad Gamma Alpha, 1954–1957.
- Catedrático, Advisory Council of Flora North America Project, que halló al proyecto factible.
- En los Comités Editoriales de varias revistas nacionales botánicas; revista internacional Taiwania
- Revisor de manuscritos de varias revistas botánicas y de prensas universitarias.

- La abreviatura «Thorne» se emplea para indicar a Robert Folger Thorne como autoridad en la descripción y clasificación científica de los vegetales.[16]